# 133 a.C.

## Eventos
- Públio Cornélio Cipião Emiliano, pela segunda vez, e Caio Fúlvio Flaco, cônsules romanos.
- Décimo-primeiro e último ano da Terceira Guerra Ibérica.
  - Cipião Emiliano conquista Numância na Hispânia Citerior.[1]
- Terceiro ano da Primeira Guerra Servil, na Sicília, liderada Euno, um escravo. 
  - Caio Fúlvio Flaco vence as forças rebeldes, mas não de forma definitiva.
- Tibério Graco publica a Lex Sempronia agraria, uma tentativa de reforma agrária em Roma.[2]

## Mortes
- Tibério Graco é assassinado em Roma, dando início a um grande período de disputas entre optimates e populares que perduraria por muitos anos.
- Átalo III morre e deixa o Reino de Pérgamo como herança a República Romana, iniciando um período de instabilidade na região.